# Frangula
Frangula là danh pháp khoa học của một chi thực vật có hoa trong họ Rhamnaceae, được Philip Miller mô tả chính thức năm 1754, mặc dù tên gọi Frangula đã từng được sử dụng trước khi Carl Linnaeus xuất bản Species Plantarum năm 1753, như trong Josephi Pitton Tournefort Aquisextiensis, doctoris medici Parisiensis, Academiae regiae scientiarum socii, et in horto regio botanices professoris, Institutiones rei herbariae Quyển I, trang 612 in năm 1719 của Joseph Pitton de Tournefort hay Enumeratio methodica stirpium Helvetiae indigenarum của Albrecht von Haller năm 1742.
Chi này bao gồm khoảng 50-60 loài bản địa chủ yếu là Bắc Mỹ và Trung Mỹ, vùng nhiệt đới Nam Mỹ; nhưng khoảng 11 loài cũng được tìm thấy ở Châu Âu, Châu Á và tây bắc Châu Phi. Tại Nga người ta gọi các loài Frangula là крушина, được các từ điển Nga - Việt dịch thành cây buốc đen.

## Phân loại
Chi này có quan hệ họ hàng gần nhất với Rhamnus, vì thế từng có thời người ta gộp cả Frangula vào chi Rhamnus, với khởi đầu là Samuel Frederick Gray khi năm 1821 hạ cấp Frangula xuống thành một phân chi trong Rhamnus. Cụ thể, xem Rhamnus#Phân loại. Phân tích phát sinh chủng loài năm 2004 của Bolmgren và Oxelman cho thấy cả Alaternus, Frangula và Oreoherzogia đều có sự hỗ trợ mạnh cũng như hỗ trợ cho sự công nhận Frangula là một chi đơn ngành. Dung giải giữa Alaternus, Oreoherzogia và phần còn lại của Rhamnus s.str. ít rõ ràng, vì thế các tác giả chỉ đề xuất phục hồi chi Frangula.

## Đặc điểm
Về mặt hình thái học, các loài Frangula khá giống với Rhamnus. Tuy nhiên, các đặc trưng thuyết phục nhất để công nhận Frangula bao gồm thiếu các vảy chồi nụ, hạch quả không nứt, hạt nhẵn bóng với mỏ ở đáy dạng sụn dày lên thò ra qua đáy của hạch quả. Ngược lại, ở Rhamnus thì có các vảy chồi nụ, hạch quả nứt ở mặt bụng và hạt có rãnh, không có phần dày lên ở đáy và được bao bọc hoàn toàn trong hạch quả trước khi nứt.
Các đặc trưng phân biệt khác bao gồm:
- Ở Frangula hoàn toàn không có gai; lá chủ yếu mọc so le (hiếm khi mọc đối); hoa lưỡng tính thường mẫu 5 (hiếm khi mẫu 4); chén hoa nứt theo đường vòng ở xa phía dưới đáy lá đài (hiếm khi không nứt); lá đài mọng với gờ rõ nét; cánh hoa khá phát triển, có vuốt ở đáy; bầu nhụy thường 3 ngăn (hiếm khi 2); vòi nhụy đơn, thường không thò ra, với đầu nhụy chẻ ba; hạch quả không nứt, mở tại đáy.
- Ở Rhamnus thì gai có hoặc không; lá mọc so le hoặc mọc đối hoặc cả hai; hoa hoặc đơn tính hoặc lưỡng tính mẫu 4 hoặc 5 nhưng chủ yếu là đơn tính mẫu 4; chén hoa không nứt theo đường vòng (hiếm khi nứt tại hoặc ngay phía dưới đáy lá đài); lá đài thường mỏng dạng giấy với gờ không rõ nét; cánh hoa kém phát triển, không có vuốt ở đáy hoặc đôi khi không có cánh hoa ở các hoa cái; bầu nhụy 2-4 ngăn; vòi nhụy với 2-4 khe chẻ, thường thò ra, với đầu nhụy đơn; hạch quả nứt, đóng tại đáy trước khi nứt.

## Các loài
Danh sách dưới đây lấy theo Plants of the World Online.
- Frangula acuminata (Maguire & Steyerm.) A.Pool, 2013: Venezuela.
- Frangula alnus Mill., 1768: Từ châu Âu tới Trung Siberi, Kazakhstan, Tân Cương, Iran, Iraq, Thổ Nhĩ Kỳ và tây bắc châu Phi. Du nhập vào Bắc Mỹ, Uzbekistan, quần đảo Canary.
- Frangula austrosinensis Hatus., 1936: Đông nam Trung Quốc.
- Frangula azorica Grubov, 1949: Azores, Madeira.
- Frangula betulifolia (Greene) Grubov, 1949: Miền nam Arizona, Texas, Mexico.
- Frangula breedlovei (L.A.Johnst. & M.C.Johnst.) A.Pool, 2013: Đông nam Mexico (Chiapas), Guatemala.
- Frangula californica (Eschsch.) A.Gray, 1849: Vùng duyên hải tây nam Hoa Kỳ, miền bắc Mexico.
- Frangula capreifolia (Schltdl.) Grubov, 1949: Mexico, Trung Mỹ.
- Frangula caroliniana (Walter) A.Gray, 1849: Từ đông nam Hoa Kỳ về phía tây tới đông bắc Mexico.
- Frangula chimalapensis (R.Fernández) A.Pool, 2013: Mexico (Oaxaca).
- Frangula chrysophylla Reissek, 1861: Brasil (Minas Gerais).
- Frangula circumscissa A.Pool, 2013: Costa Rica.
- Frangula crenata (Siebold & Zucc.) Miq., 1867: Từ bán đảo Triều Tiên, trung nam Nhật Bản, miền đông Trung Quốc tới tới Đài Loan, Đông Dương, Thái Lan.
- Frangula darienensis A.Pool, 2013: Panama.
- Frangula dianthes (L.Riley) Grubov, 1949: Mexico (Durango).
- Frangula discolor (Donn.Sm.) Grubov, 1949: Tây nam Mexico, Trung Mỹ.
- Frangula glaberrima (Peyron) Grubov, 1949: Syria.
- Frangula goudotiana (Triana & Planch.) Grubov, 1949: Colombia, tây bắc Venezuela.
- Frangula grandiflora A.Pool, 2013: Mexico (Chiapas), Honduras.
- Frangula grandifolia (Fisch. & C.A.Mey.) Grubov, 1949: Kavkaz, bắc Iran.
- Frangula granulosa (Ruiz & Pav.) Grubov, 1949: Tây Bolivia, Colombia, Ecuador, Peru.
- Frangula grisea (Merr.) Grubov, 1949: Miền bắc Việt Nam.
- Frangula henryi (C.K.Schneid.) Grubov, 1949: Từ Tây Tạng qua Tứ Xuyên, Vân Nam tới Quảng Tây và Việt Nam.
- Frangula hintonii (M.C.Johnst. & L.A.Johnst.) A.Pool, 2013: Mexico.
- Frangula inconspicua A.Pool, 2013: Mexico (Oaxaca).
- Frangula lindeniana (Triana & Planch.) Grubov, 1949: Colombia, Panamá, tây tây bắc Venezuela.
- Frangula longipedicellata A.Pool, 2013: Caribe (Hispaniola tới Puerto Rico).
- Frangula longipes (Merr. & Chun) Grubov, 1949: Trung Quốc (từ đông nam Vân Nam tới Hải Nam), Việt Nam.
- Frangula longistyla (C.B.Wolf) A.Pool, 2013: Mexico.
- Frangula macrocarpa (Standl.) Grubov, 1949: Mexico (Jalisco, Michoacán, San Luis Potosí).
- Frangula marahuacensis (Steyerm. & Maguire) A.Pool, 2013: Venezuela.
- Frangula mcvaughii (L.A.Johnst. & M.C.Johnst.) A.Pool, 2013: Mexico.
- Frangula microphylla (Humb. & Bonpl. ex Willd.) Grubov, 1949: Mexico.
- Frangula mucronata (Schltdl.) Grubov, 1949: Từ Mexico tới El Salvador.
- Frangula neblinensis (Maguire & Steyerm.) A.Pool, 2013: Venezuela.
- Frangula obovata (Kearney & Peebles) G.L.Nesom & Sawyer, 2009: Tây nam Hoa Kỳ.
- Frangula oreodendron (L.O.Williams) A.Pool,  2013: Costa Rica, tây Panama.
- Frangula palmeri (S.Watson) Grubov, 1949: Trung và tây nam Mexico.
- Frangula paruensis Aymard, 2019: Venezuela.
- Frangula pedunculata F.K.Mey., 2011: Albania.
- Frangula pendula A.Pool, 2013: Costa Rica, Panama.
- Frangula pinetorum (Standl.) Grubov, 1949: Mexico (Sonora, Chihuahua).
- Frangula polymorpha Reissek, 1861: Nam Mỹ, Panama.
- Frangula pringlei (Rose) Grubov, 1949: Miền nam Mexico, Guatemala.
- Frangula pubescens (Ruiz & Pav.) Grubov, 1949: Peru, Bolivia. Cũng ghi nhận tại Lào và Myanmar, nhưng có thể là loài khác.
- Frangula purshiana (DC.) A.Gray ex J.G.Cooper, 1857: Bắc Mỹ vùng ven Thái Bình Dương, từ miền tây Canada tới Mexico.
- Frangula revoluta Grubov, 1949: Mexico (Nuevo León).
- Frangula rhododendriphylla (Y.L.Chen & P.K.Chou) H.Yu, H.G.Ye & N.H.Xia, 2008: Trung Quốc (Quảng Tây, tây Quảng Đông).
- Frangula riojae (Perkins) Grubov, 1949: Miền bắc Peru.
- Frangula rubra (Greene) Grubov, 1949: Miền tây Hoa Kỳ.
- Frangula rupestris Schur, 1866: Từ đông bắc Italia tới miền tây bán đảo Balkan.
- Frangula scopulorum (M.E.Jones) A.Pool, 2013: Miền bắc Mexico.
- Frangula sphaerosperma (Sw.) Kartesz & Gandhi, 1994: Từ miền nam Cuba, Jamaica, miền nam Mexico về phía nam tới tây bắc Argentina.
- Frangula surotatensis (Gentry) A.Pool, 2013: Mexico (Sinaloa).
- Frangula ulei (Pilg.) Grubov, 1949: Venezuela, bắc Brasil và có thể có ở Guyana.
- Frangula wendtii (Ishiki) A.Pool, 2013: Mexico (Oaxaca).

### Lai ghép
- Frangula × blumeri (Greene) Kartesz & Gandhi, 1994: Miền nam Arizona.

## Sử dụng
F. alnus từng có vai trò quan trọng trong quân sự giai đoạn từ thế kỷ 15 tới thế kỷ 19, do gỗ của nó dùng để sản xuất loại than củi có chất lượng tốt nhất tại châu Âu để sản xuất thuốc súng.
Vỏ và quả của F. purshiana tạo ra một chất nhuộm màu vàng và khi trộn với phèn tạo ra một chất nhuộm màu xanh lục từng được sử dụng trong nghệ thuật.

## Các loài ở Việt Nam
Theo POWO, ở Việt Nam có 4 loài Frangula như dưới đây.
- Frangula crenata
- Frangula grisea
- Frangula henryi
- Frangula longipes

### Tên gọi
Tên gọi của các loài trong tiếng Việt chưa có sự thống nhất, có thể là do số lượng loài ít, sinh sống trong rừng khó tìm thấy và ít giá trị. Các tác giả nói chung vẫn ghi nhận các loài này trong chi Rhamnus. Phạm Hoàng Hộ (1999) trong Cây cỏ Việt Nam Quyển 2, khi viết về các mục từ từ 5749 (trang 447) đến 5758 (trang 449) chỉ có tên gọi cho mục từ 5750 R. crenatus (= F. crenata) là bút mèo, vang trầm. Các tác giả khác như:
- Nguyễn Tuấn Bằng (2014)[13] tại Phụ lục 1 Mục từ 371 gọi R. crenata (= F. crenata) là mận rừng.
- Nguyễn Thị Hoa (2015)[14] gọi Rhamnus và các loài R. henryi (= F. henryi), R. crenata (= F. crenata) và các thứ R. crenata var. crenata, R. crenata var. parvifolia, R. longipes (= F. longipes), R. grisea (= F. grisea) tương ứng là chi Mận rừng, mận rừng henryi, mận rừng, mận rừng, mận rừng lá nhỏ, mận rừng cuống dài, mận rừng cám.
- Đinh Thị Hoa (2017)[15] tại Phụ lục 01 các mục từ 763-764 gọi R. crenatus (= F. crenata) là mận rừng, R. henryi (= F. henryi) là mận rừng henry.
- Trần Văn Hải (2020)[16] tại trang 204 (mục từ 969 Bảng 3.11) và trang 349 (Danh lục cây chữa mụn nhọt) gọi R. crenata (= F. crenata) là bốt mèo.

## Hình ảnh

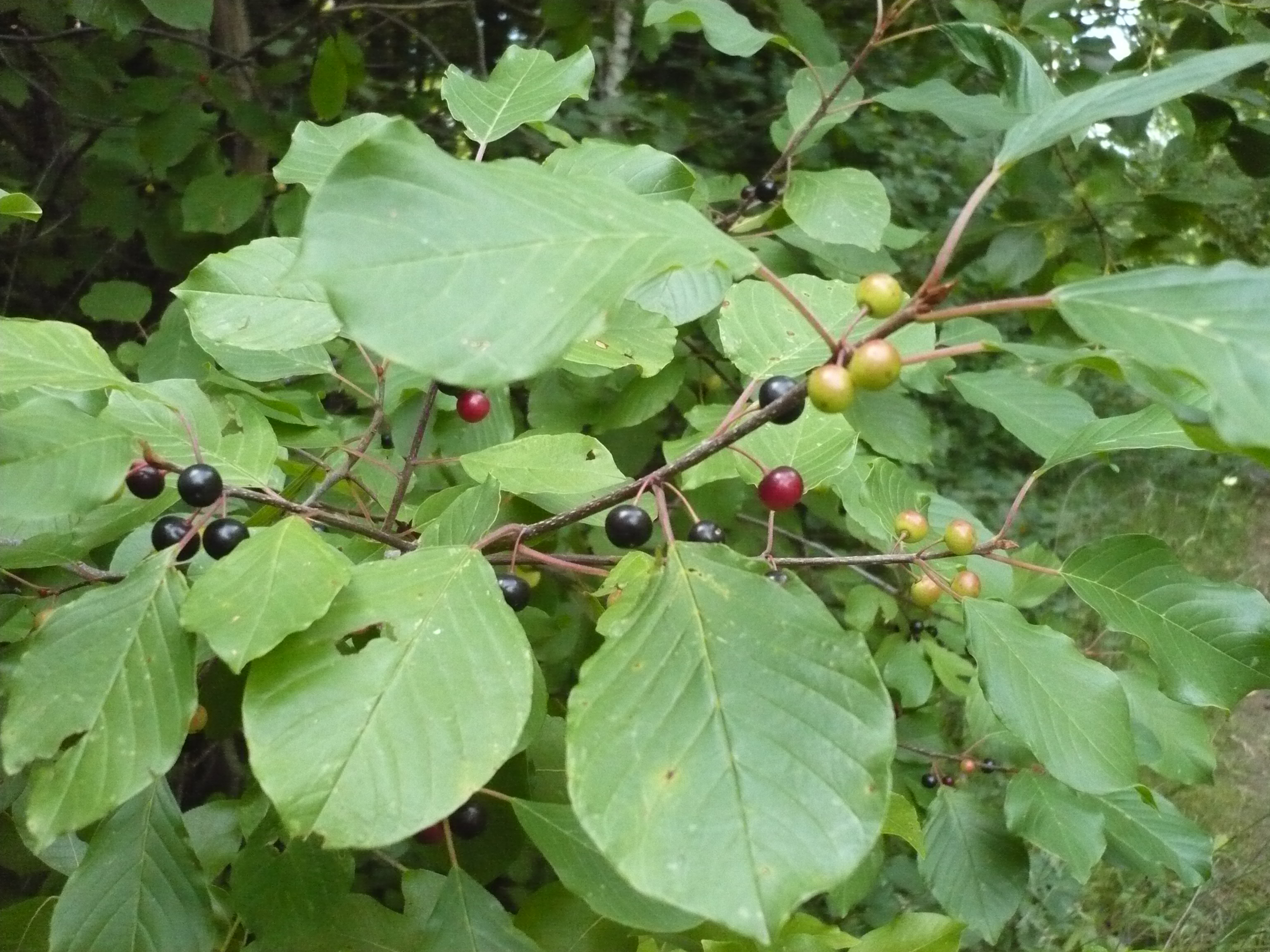
Frangula alnus
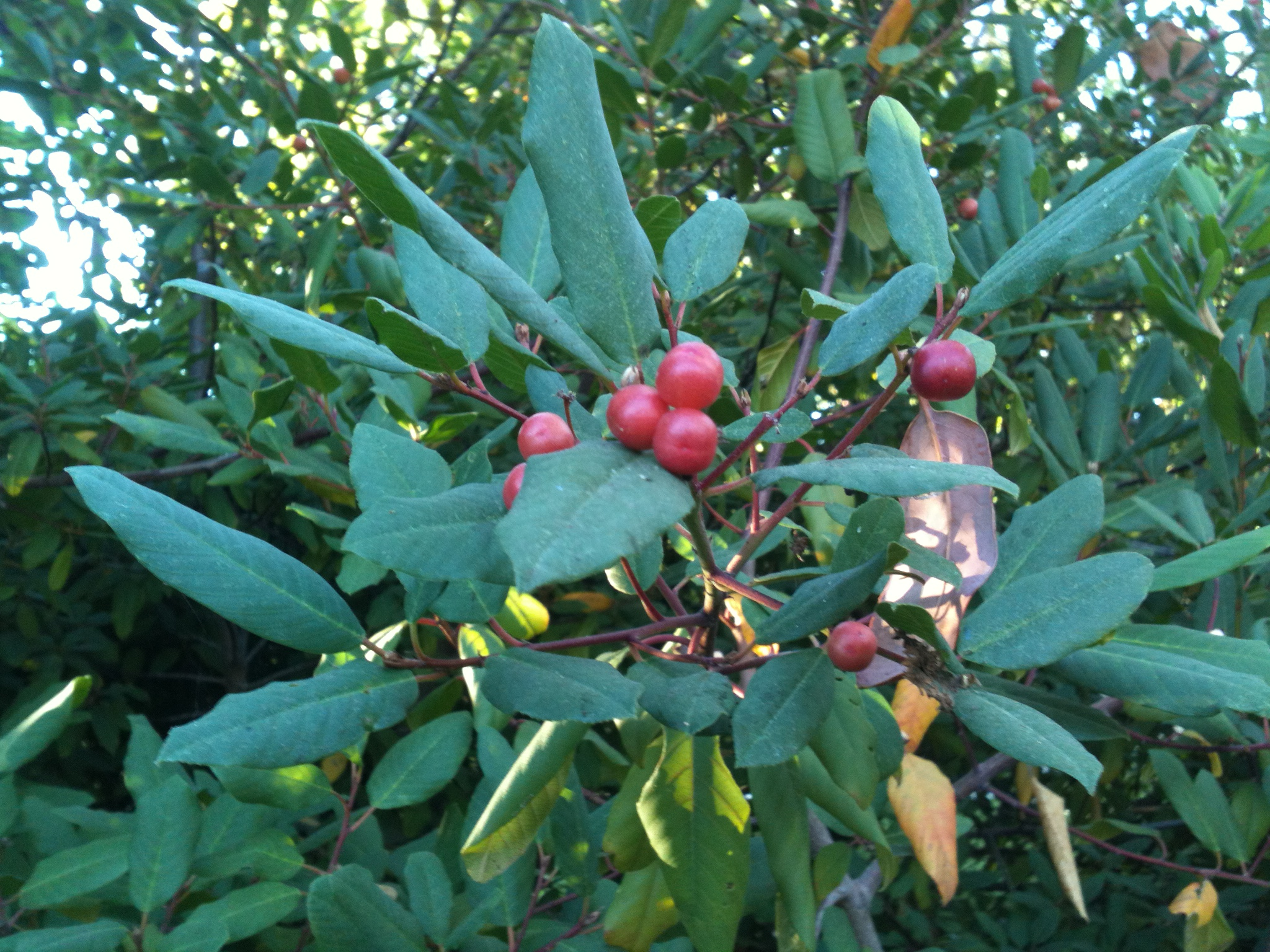
Frangula californica
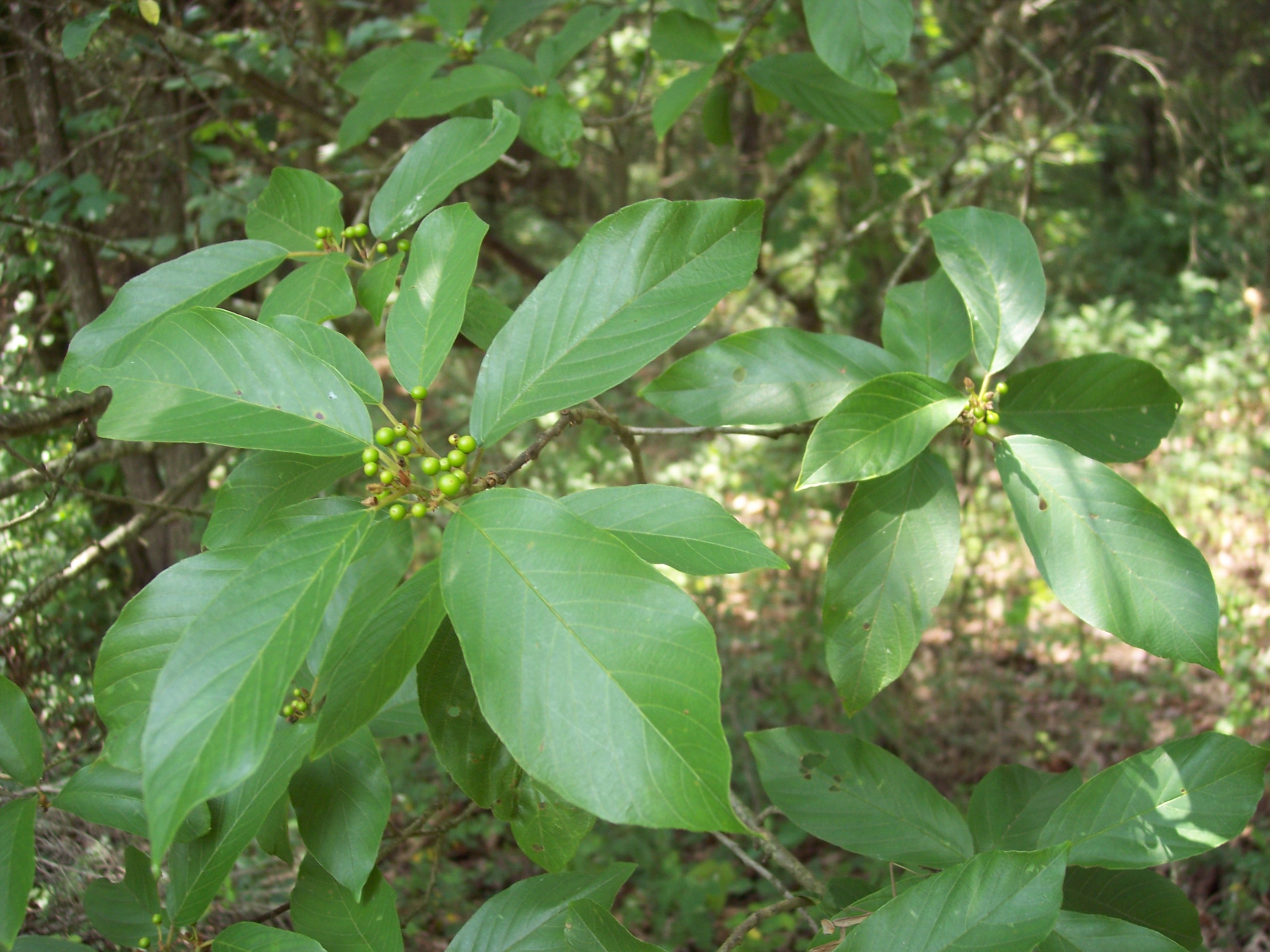
Frangula carolina
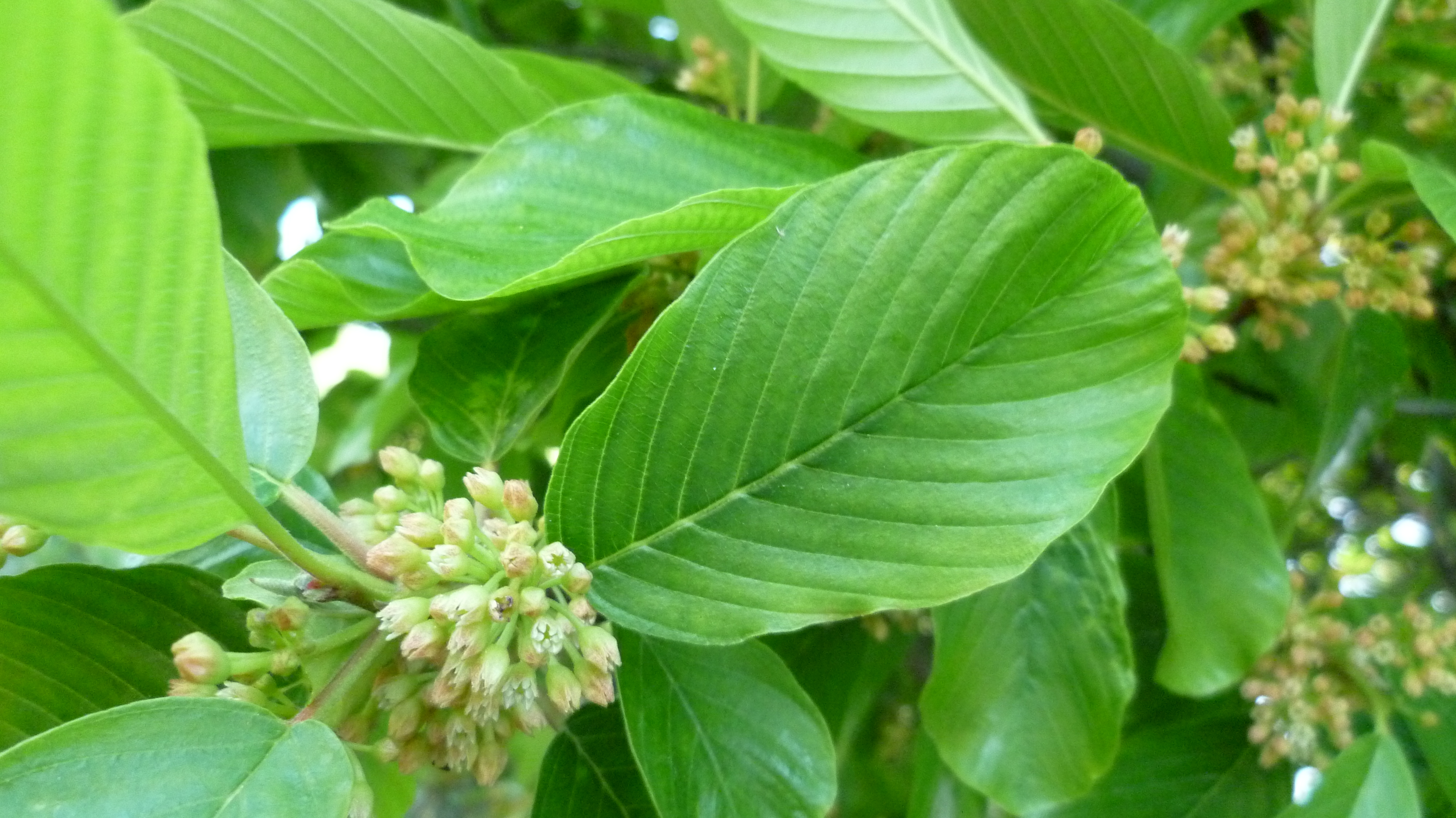
Frangula purshiana
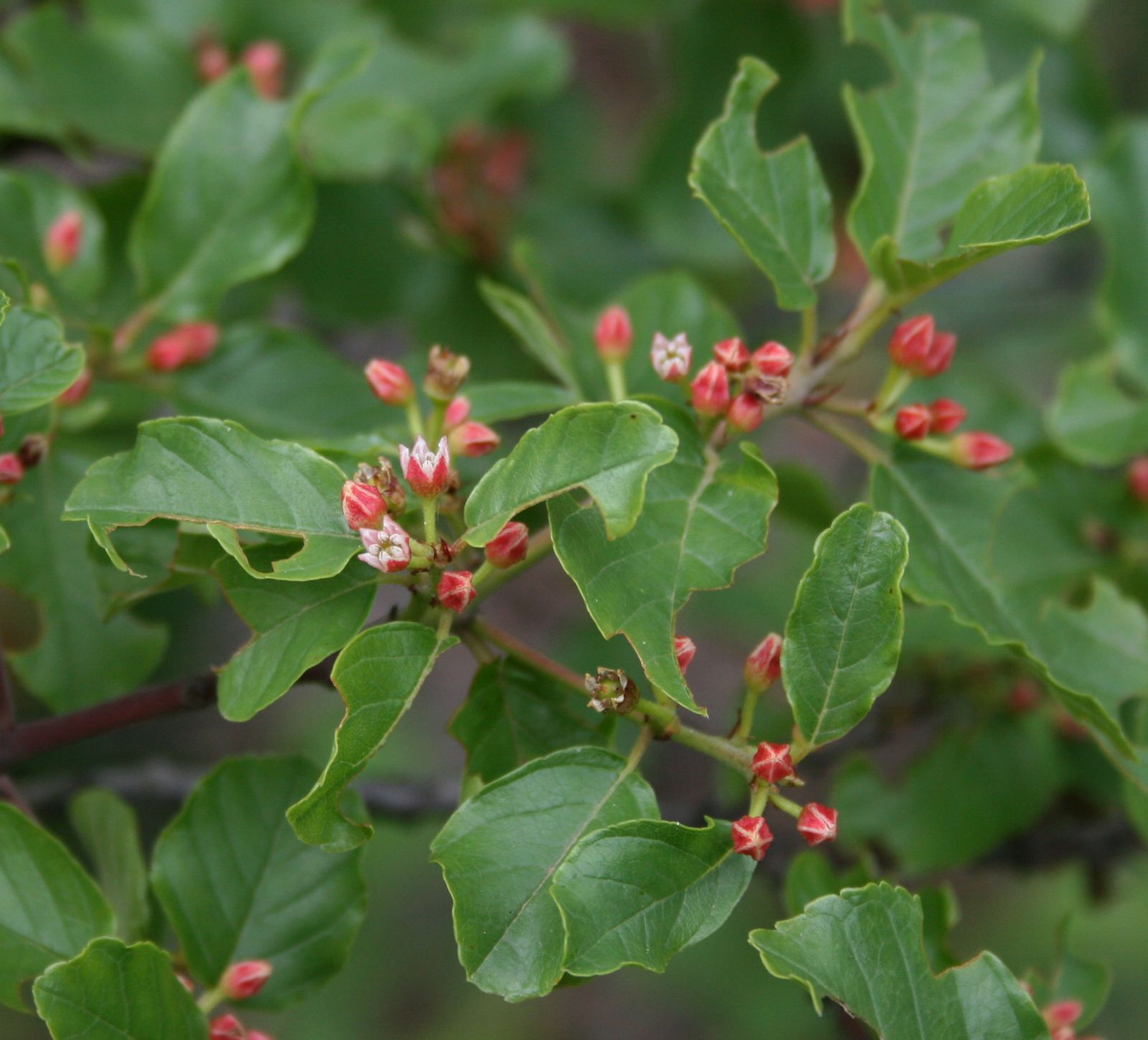
Frangula rupestris